# Challenger de Les Franqueses del Vallès
El Challenger Club Els Gorchs es un torneo profesional de tenis. Pertenece al ATP Challenger Tour. Se juega desde el año 2023 sobre pistas dura al aire libre, en Les Franqueses del Vallès, España.

## Palmarés

### Individuales
| Año  | Campeón      | Finalista    | Resultado        |
| ---- | ------------ | ------------ | ---------------- |
| 2023 | Hugo Grenier | Billy Harris | 3–6, 6–1, 7–6(3) |

### Dobles
| Año  | Campeones                                   | Finalistas              | Resultado |
| ---- | ------------------------------------------- | ----------------------- | --------- |
| 2023 | Anirudh Chandrasekar Vijay Sundar Prashanth | Purav Raja Divij Sharan | 7–5, 6–1  |